# Kerkhof van Bajus

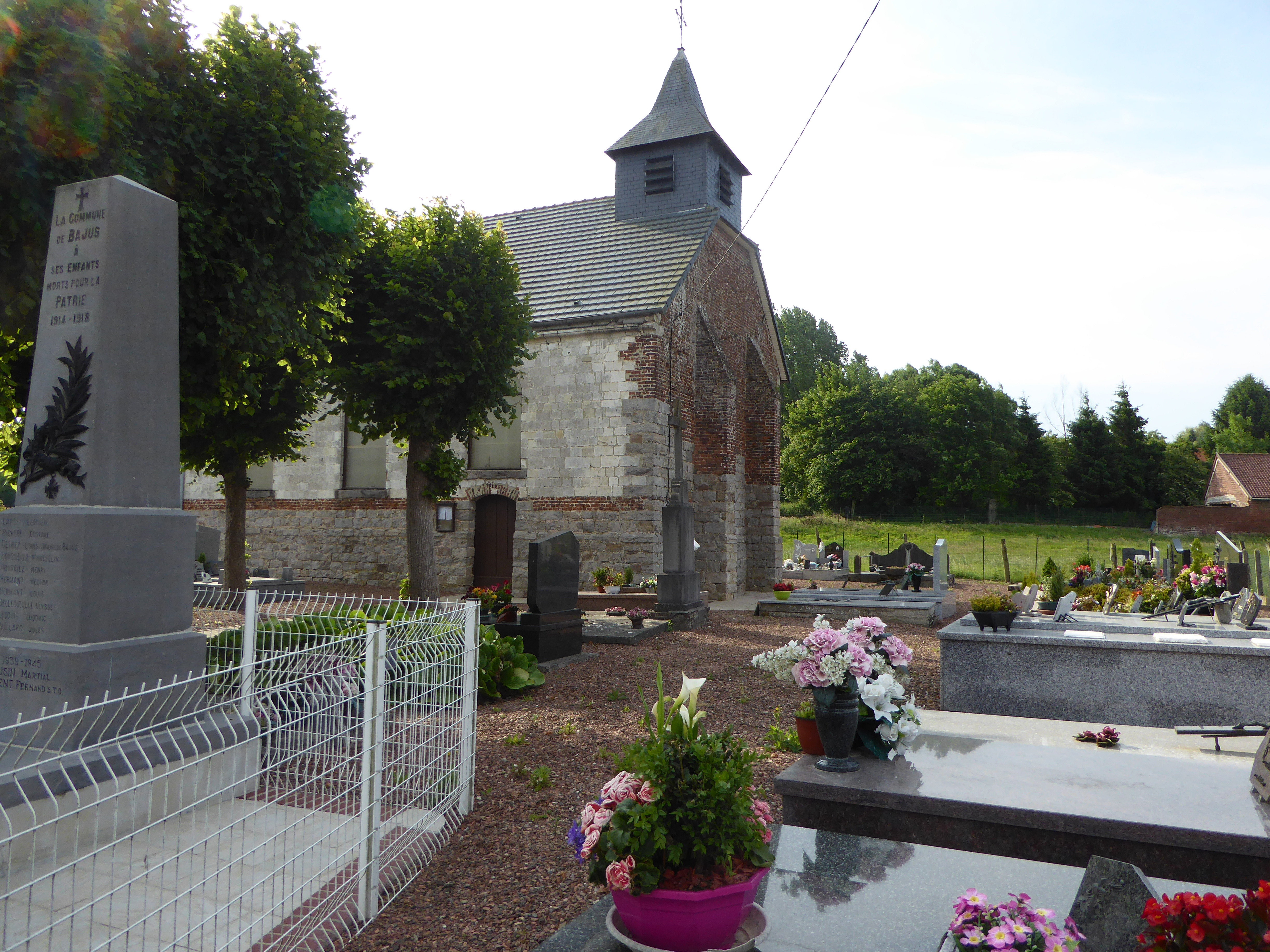
Het kerkhof met de kerk in de achtergrond

Het kerkhof van Bajus is de begraafplaats gelegen bij de Église Saint-Vaast van de plaats Bajus in het Franse departement Pas-de-Calais.

## Militair graf
Op het kerkhof bevindt zich één geïdentificeerd Gemenebest militaire graf uit de Eerste Wereldoorlog dat wordt door de Commonwealth War Graves Commission, die de begraafplaats heeft ingeschreven als Bajus Churchyard.